# 백동수도원

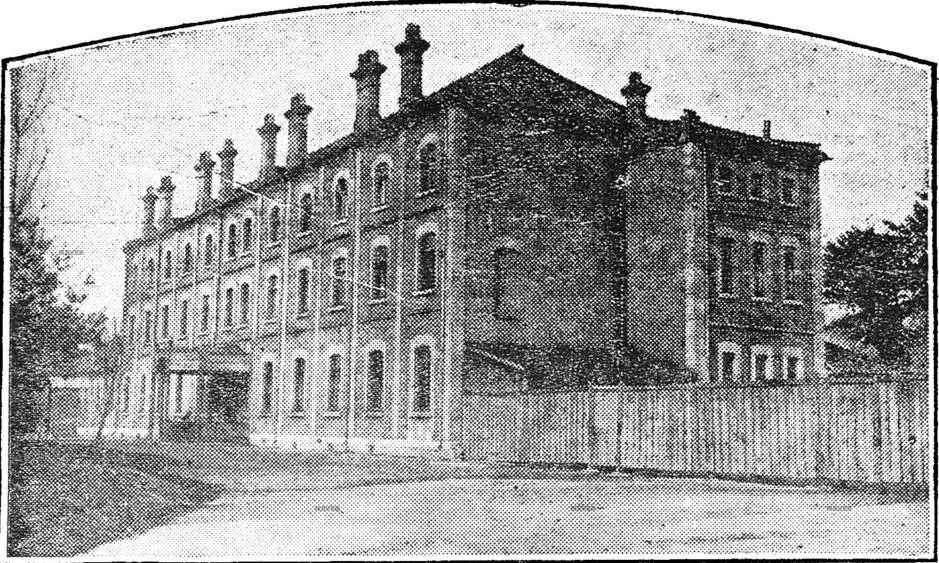
1911년에 완공된 백동수도원 본관의 사진.

백동수도원(柏洞修道院)은 혜화동 161번지에 1909년부터 1927년까지 존재했던 상트 오틸리엔 베네딕토 선교수도회 소속 수도원이다.

## 역사
1908년 조선대목구장이었던 귀스타브샤를마리 뮈텔주교는 한반도 지역에 수도원을 설립할 필요를 느끼고 1908년에 상트 오틸리엔 베네딕토 선교수도회를 방문한다. 당시 노르베르트 베버 총아빠스는 요청을 수락하여 보나파시오 사우어와 도미니쿠스 엔스호프 신부를 1909년 2월 5일에 파견한다. 처음에는 맹현(孟峴)에 설립하고자 하였으나 거절당하고, 의령원 부근, 광희문 남쪽, 백운동 김가진 소유의 토지 등을 고려하였으나 최종적으로 한성부 동부 건덕방 백자동계로 결정한다. 당시 수도원이 위치했던 부근의 지명이 백자동, 곧 백동이어서 백동수도원으로 불렀으며, 베네딕토수도회 소속이라는 까닭에 성분도수도원(聖芬道-), 독일수도원이라고 부르기도 하였다. 
1909년 12월 6일에 임시 수도원 건물을 지었는데, 설립 당시 수사 양성과 교육선교만을 목적으로 하여 포교가 목적인 명동성당과는 그 설립취지가 달랐다. 초기에는 독일식 공예술을 가르치던 숭공학교(崇信學校)를 1910년 9월에, 사범학교인 숭신학교(崇信學校)를 1911년 9월 16일에 설립하여 운영하였다. 그리고 대학을 설립하고 독일인 교수를 초빙하여 과학기술을 가리키고자 하였으나, 제1차 세계 대전의 발발로 인해 수사들이 징집되는 등 어려움으로 기존의 교육사업도 모두 철수하고 신품학교 1개교만 운영해왔다. 이후 1927 11월에 독일 성 베네딕토회의 관할지인 함경도-간도로 옮기는데 덕원군 부내면으로 이전하여 덕원수도원이 되었다. 이전하면서 기존 부지와 건물은 명동성당으로 그 관리가 넘어간다.
숭공학교는 대장간, 목공소, 철공소가 지어져 운영되었는데 명동성당의 강론대를 여기서 제작하였다. 1923년에 폐교된 후, 1927년에 종탑을 덧붙여 백동성당 건물로 사용되었다. 이후 1937년에는 혜화유치원으로 사용되었다. 숭신학교는 1913년에 폐교 후 숭공학교 학생들의 생활관으로 이용되다가 1982년 철거되기 전까지 동성중학교 교사로 사용된다.

## 같이 보기
- 상트 오틸리엔 베네딕토 선교수도회
- 덕원수도원
- 성 베네딕도회 왜관수도원

## 주해
1. ↑  의령원은 아현동에 있다가 1949년에 현재의 위치로 옮겨졌다.
2. ↑  처음에 2만엔을 제시했다가 3만5천엔으로 올려불러 결렬되었다.
3. ↑  잣나무골이라는 뜻으로, 낙산 중턱에 잣나무가 많이 심어져있어서 불리던 이름이다.

## 참고 문헌
- “동소문별곡”. 《서울역사박물관》. 서울역사박물관. 2014년 8월 5일.